# Becca d'Aran
La Becca d'Aran è una montagna di 2950 m s.l.m. della Valtournenche, in Valle d'Aosta.

## Caratteristiche

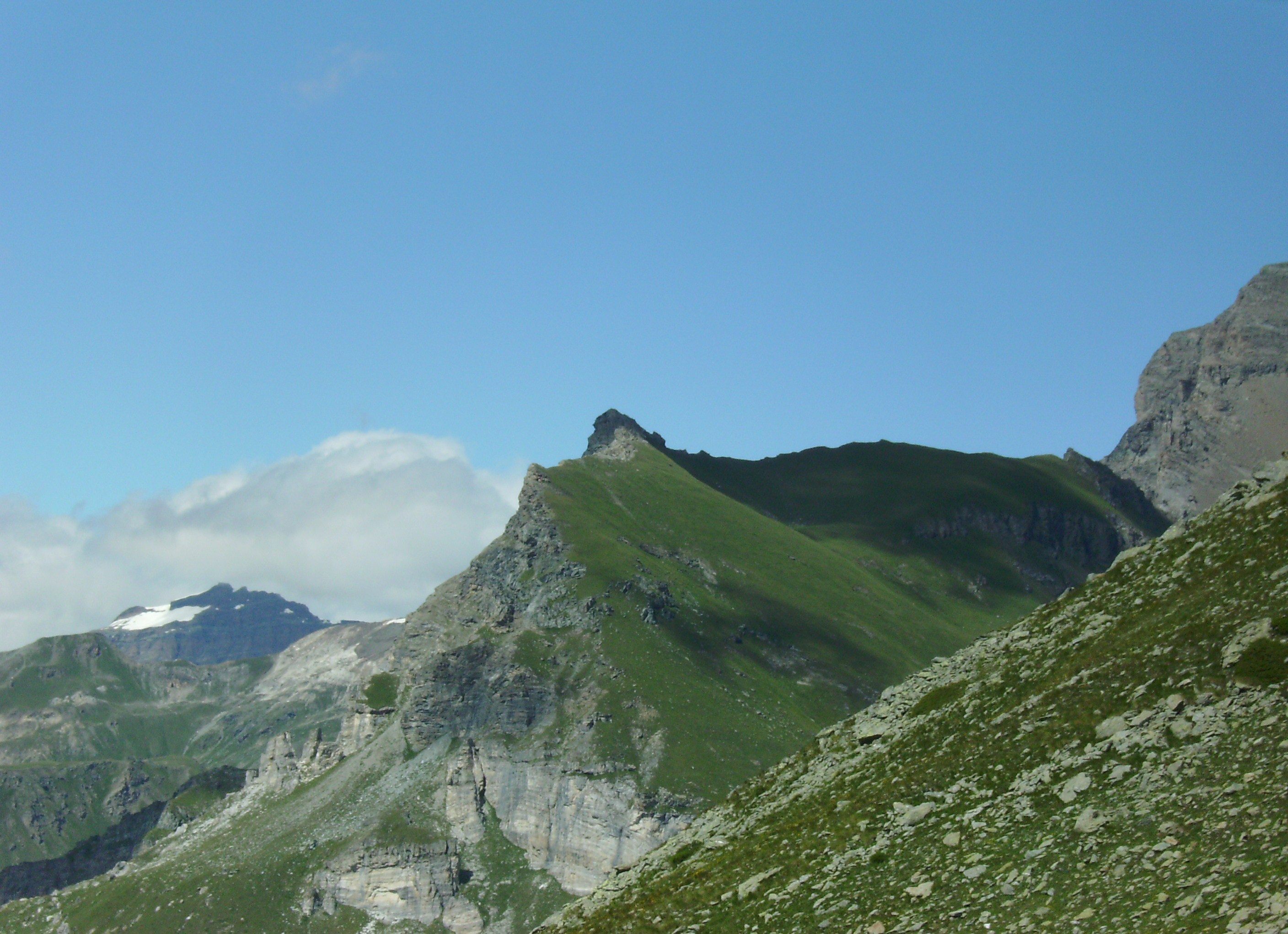
La Cresta d'Aran

La montagna è caratterizzata da un versante (sud-est) che è un ripidissimo prato e da un altro (nord-ovest) che è una parete rocciosa che offre due vie di arrampicata: la via Carrel e la via Anita (entrambe valutate D+).

## Accesso
La salita alla vetta può avvenire partendo da Cheneil (frazione di Valtournenche) in circa 2h e 30 (difficoltà EE), oppure si può scegliere di salire in roccia la parete nord-ovest.